# Boompieper
De boompieper (Anthus trivialis) is een insectenetende zangvogel uit de familie van de piepers en kwikstaarten (Motacillidae).

## Kenmerken
De boompieper is een slanke vogel en lijkt op een mus, en wordt ongeveer 15 cm groot, heeft een geelachtige borst met donkere streepjes en roze poten. Aan de achterteen heeft hij een sterk gekromde nagel. Mannetjes en vrouwtjes zijn lastig uit elkaar te houden. Verder is het verschil in uiterlijk met de graspieper niet zo groot. De boompieper is contrastrijker.

## Verspreiding en leefgebied
In heel Europa komen boompiepers gedurende de zomermaanden voor, met uitzondering van IJsland, Spanje en Ierland. Ook in Midden-Azië wordt hij aangetroffen. Hij komt voor in droge gebieden (heidevelden en halfopen bos- en struikgebied), terwijl de graspieper typisch een vogel van natte graslanden is.
De soort telt twee ondersoorten:
- A. t. trivialis: van Europa tot zuidwestelijk Siberië, noordelijk Iran en Turkije, oostelijk Kazachstan, het zuidelijke deel van Centraal-Siberië, Mongolië en noordwestelijk China.
- A. t. haringtoni: de noordwestelijke Himalaya.

## Status in Nederland en Vlaanderen
Volgens SOVON is in de periode 1990-2020 het aantal broedparen bijna verdubbeld. In 2018-2020 waren er 44.000 tot 72.000 paar in Nederland.
De soort staat dus niet op de Nederlandse Rode Lijst, maar wel als bedreigd op de Vlaamse Rode Lijst. De boompieper staat als niet bedreigd op de internationale Rode Lijst van de IUCN.